# التضامن بين السود والفلسطينيين
يشير مفهوم التضامن بين السود والفلسطينيين إلى تاريخ طويل من النضال السياسي المشترك بين الشعب الفلسطيني والشعوب سوداء البشرة بعدما وجد كلاهما أرضية مشتركة للكفاح في مواجهة التمييز العرقي والإثني وضد الإمبريالية والصهيونية. كان هذا التضامن أحد العناصر الأساسية التي قامت عليها حركات أمريكية مثل حركة الحرية السوداء وحزب الفهود السود وحركة «حياة السود مهمة»، والتي ظهرت عام 2014.

## لمحة تاريخية

### في الولايات المتحدة الأمريكية
تعود جذور التضامن بين جماعات السود في الولايات المتحدة الأمريكية والفلسطينيين إلى خمسينيات القرن العشرين فقد كان الناشط الحقوقي الأمريكي مالكوم إكس واحدًا من أوائل الشخصيات الأمريكية الأفريقية التي دعمت القضية الفلسطينية عندما صرح في مؤتمر صحفي أقيم عام 1958 أن الالأمريكيين السود سيتعاطفون تمامًا مع القضية العربية. كثيرا ما انتقدت جماعة أمة الإسلام إسرائيل، وفي عام 1964 قبل عدة أشهر من اغتياله، زار مالكولم إكس فلسطين وقطاع غزة ومخيمات اللاجئين الفلسطينيين والتقى بقادة منظمة التحرير الفلسطينية.
في أربعينيّات القرن العشرين، عبر الدبلوماسي الأمريكي من أصل أفريقي ووسيط منظمة الأمم المتحدة رالف بانش عن قلقه بشأن إقامة دولة إسرائيل بسبب التهجير المتوقع للفلسطينيين. كان للعديد من النشطاء الحقوقيين الأمريكيين الذين ينحدرون من أصول أفريقية موقف إيجابي من الحركة الصهيونية قبل حرب عام 1967، معتبرين أنها تمارس نوعا من الكفاح من أجل أقلية مضطهدة، ولكن بعدما احتلت إسرائيل الضفة الغربية وقطاع غزة في أعقاب حرب الخامس من يونيو (حزيران) عام 1967، أصبح الكثير من النشطاء السود ينظرون لإسرائيل باعتبارها كيانا عنصريا يحمل في طياته مشروعا إمبرياليا. وبعد اغتيال مالكوم إكس في عام 1965، تأسس حزب الفهود السود في عام 1966، وأظهر دعمه للقضية الفلسطينية ولحركات المقاومة المسلحة التي ظهرت في أعقاب حرب عام 1967، وطور الحزب علاقات مع منظمة التحرير الفلسطينية، وأكد أن كلا من حزب الفهود وحركة التحرير الفلسطينية يخوضان نضالًا مشتركًا ضد العنصرية والصهيونية والإمبريالية حيث اعتبروا أن الأمريكيين من أصل أفريقي شعبًا مستعمر داخليًا، وأن كل من الأمريكيين السود والفلسطينيين وشعوب العالم الثالث شعوبا مضطهدة من الاستعمار والإمبريالية.

غلاف الطبعة الأولى من كتاب تحرير السود والتضامن مع فلسطين

وفي عام 1967، كتبت ناشطة الحقوق المدنية إثيل مينور عمودًا للجنة التنسيق الطلابية اللاعنفية بعنوان «تقرير العالم الثالث: المشكلة الفلسطينية: اختبر معلوماتك». وصف العمود الاستعمار الإسرائيلي في فلسطين، وربط نضال الأمريكيين السود بالنضال الفلسطيني. وفي عام 1970، نشرت مجموعة مكونة من 56 ناشطًا أمريكيًا من أصل أفريقي بيانًا في صحيفة نيويورك تايمز بعنوان «نداء من الأمريكيين السود ضد دعم الولايات المتحدة الأمريكية للحكومة الصهيونية في إسرائيل»، وأعلن البيان أن الأميركيين السود يجب أن يتضامنوا بشكل كامل مع إخوانهم الفلسطينيين، الذين يناضلون مثلهم من أجل تقرير المصير ووضع حد للقمع العنصري. وفي أثاء انتفاضة فيرغسون التي وقعت في الولايات المتحدة الأمريكية عام 2014 احتجاجا على مقتل مايكل براون، أرسل الفلسطينيون نصائح للمتظاهرين الأمريكيين عبر موقع تويتر بشأن مقاومة الغاز المسيل للدموع والتكتيكات العسكرية الأخرى، كما برزت الأعلام الفلسطينية وسط الاحتجاجات واستعمل المحتجون هتافا داعما للقضية الفلسطينية يقول: «من فيرغسون إلى فلسطين، الاحتلال جريمة!». وفي عام 2016، نشرت حركة حياة السود برنامجها السياسي الذي يصف إسرائيل بأنها دولة فصل عنصري ترتكب جرائم إبادة جماعية. واجه نشطاء الحركة اتهامات بمعاداة السامية في أعقاب ذلك، وتعرضوا لرد فعل عنيف من الممولين، وألغيت جميع الفعاليات الخاصة بهم.
نشر الكاتبان الأمريكيان ماثيو كويست وليني برينر في عام 2013 كتابا بعنوان «تحرير السود والتضامن مع فلسطين»، وتضمن الكتاب مجموعة مقالات تناقش مواقف حركات التحرر الأمريكية الأفريقية من القضية الفلسطينية ومن دولة إسرائيل والسياسة الأمريكية في الشرق الأوسط. كان ردود أفعال الأمريكيين السود متباينة خلال الحرب الإسرائيلية على قطاع غزة في أعقاب طوفان الأقصى عام 2023، فبينما أبدت حركة حياة السود مهمة في شيكاغو دعمًا قويًا للفلسطينيين، أعلنت جمعية ناشري الصحف الوطنية تضامنها بشدة مع إسرائيل.

### في جنوب أفريقيا
كانت القضية الفلسطينية حاضرة في أذهان النشطاء والحقوقيين في جنوب أفريقيا أيضًا، ففي فبراير (شباط) عام 1990، وبعد وقت قصير من إطلاق سراحه وخروجه من السجن، أعرب نيلسون مانديلا عن دعمه لقضية فلسطين في عدة مناسبات، واحتضن الرئيس الفلسطيني ياسر عرفات في لوساكا عاصمة زامبيا. في عام 1997، قال مانديلا: 
نحن نعلم أن حريتنا غير مكتملة بدون حرية الفلسطينيين. 
وفي عام 2023، أكد المؤتمر الوطني الأفريقي دعمه لفلسطين في أعقاب الحرب على غزة ودعا إلى وقف إطلاق النار، وأشار الرئيس الجنوب أفريقي سيريل رامافوسا إلى إسرائيل على أنها دولة فصل عنصري، ودعا إلى حل الدولتين، وقال:
لقد عانينا في ظل الفصل العنصري، لذا نحن نبدي دعمنا لفلسطين.

### في المملكة المتحدة
وفي المملكة المتحدة أعلنت منظمة حياة السود مهمة عن دعمها الواضح للفلسطينيين ووقوفها بجانبهم لتكوين جبهة موحدة في مواجهة الاحتلال.